# Георгій Саакадзе (фільм, 1942)
«Георгій Саакадзе» (рос. «Георгий Саакадзе») — грузинський радянський двосерійний чорно-білий фільм відомого радянського кінорежисера грузинського походження Михайла Чіаурелі.

## Сюжет
Фільм поставлений по мотивах роману Ганни Антоновської «Великий Моураві» й розповідає про боротьбу грузинського народу під керівництвом великого полководця Георгія Саакадзе за централізовану державу.

## Актори
- Акакій Хорава — Саакадзе Георгій
- Веріко Анджапарідзе — Русудан Саакадзе, дружина Георгія
- Ліана Асатіані — Текло Саакадзе, сестра Георгія, згодом королева Грузії
- Мераб Кокочашвілі — менший Паата
- Мгеладзе Караман Георгійович — старший паата
- Зураб Лежава — менший Автанділ
- Спартак Багашвілі — старший Автанділ
- Медея Джапарідзе — принцеса Тінатін, згодом королева Ірану
- Серго Закаріадзе — Шадіман Бараташвілі
- Шалва Гамбашидзе — Андукапарі
- Олександр Жоржоліані — князь Орбеліані
- Олександр Оміадзе — князь Зураб Еріставі
- Коте Махарадзе — князь Цицішвілі
- Н. Мамулашвілі — Сологашвілі
- Георгій Шавгулідзе — Нодарі
- Кохта Каралашвілі — Квлівідзе
- М. Сухіташвілі — Дато
- Акакій Васадзе — шах Абаз
- Михайло Чіхладзе — Кархі-хан
- О. Лусініан — Верді Бекі, син Кархі-хана
- Г. Росеба — Колотаурі
- Коте Даушвілі — Тріфілій
- Г. Проніспірелі — Старий Бадрі
- Іван Перестіані — посол Росії
- Георгій Давіташвілі — католик
- Василь Качалов — Шадіман Бараташвілі, озвучування
- Михайло Клімов — Андукапарі, озвучування
- Євген Самойлов — Лаурсаб ІІ, цар Грузії, озвучування

## Нагороди
- Сталінська премія 1-го ступеня (1941 року), Веріко Анджапарідзе
- Сталінська премія 1-го ступеня (1941 року), Акакій Хорава
- Сталінська премія 1-го ступеня (1941 року), Михайло Чіаурелі
- Сталінська премія (1941 року), Олександр Дігмєлов